# Кран (запірний)

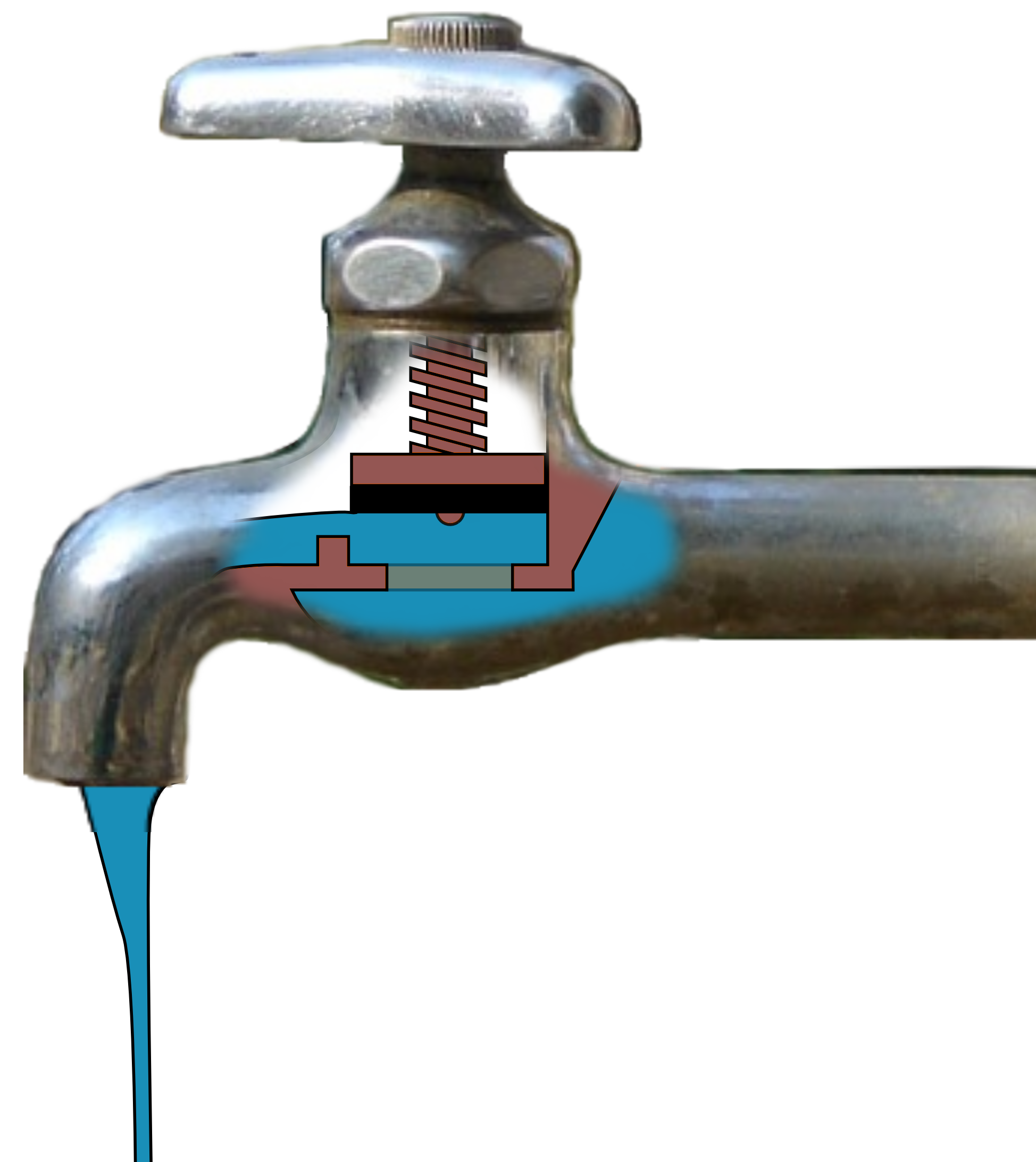
Механізм у водопровідному крані

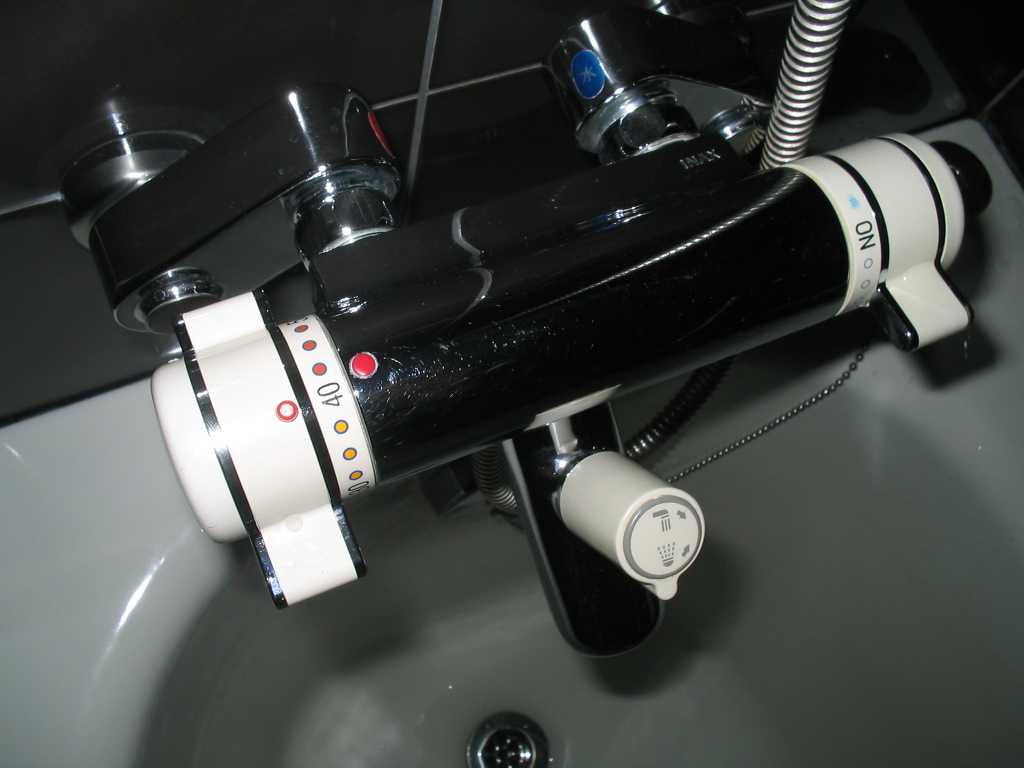
Термостатичний змішувач для ванни

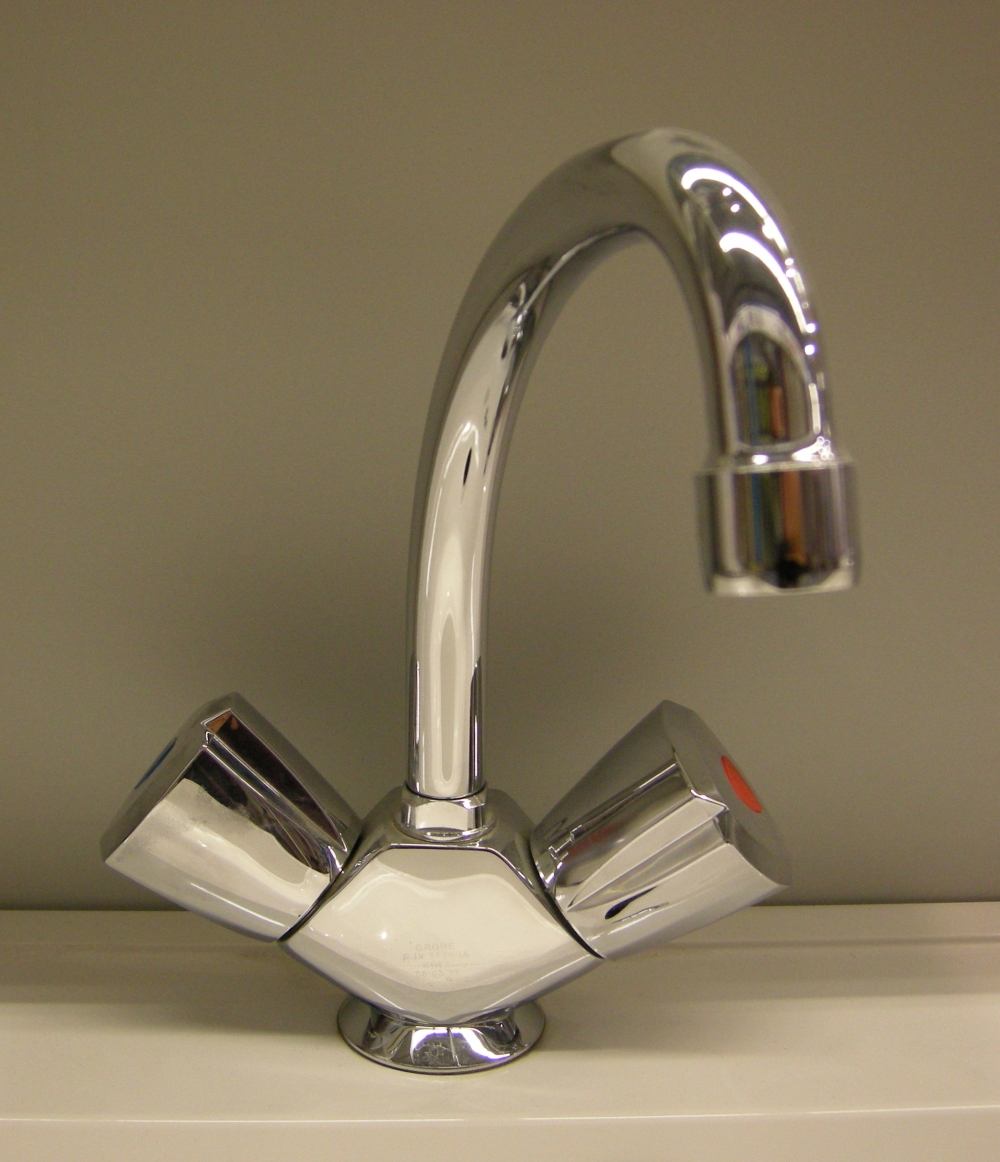
Звичайний ручний кран-змішувач

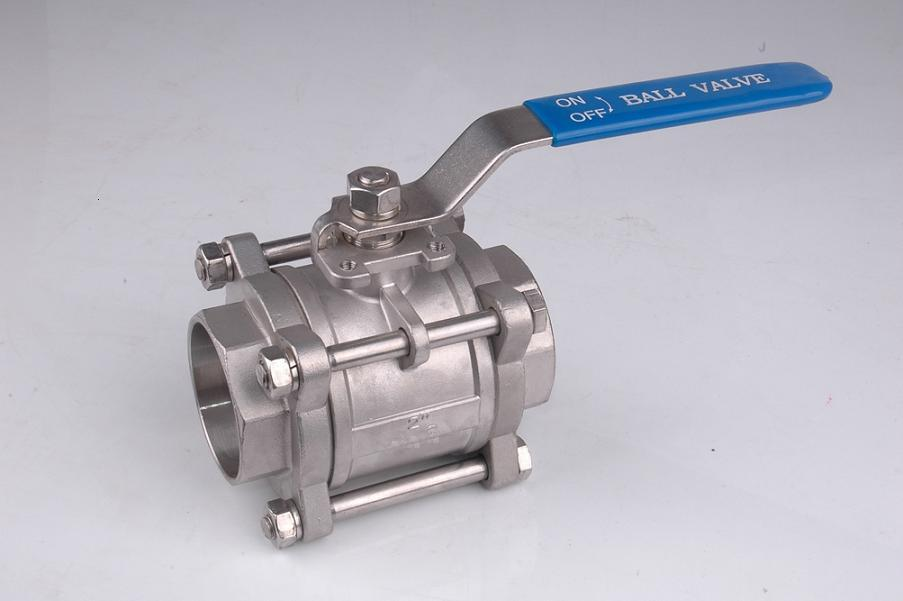
Промисловий кульовий кран з монеля

Умовне графічне позначення запірного клапана на гідравлічних схемах

Кран (від нід. kraan) — «трубка з затвором, прикріплена до водопроводу, газопроводу чи іншого резервуару для виливання рідини, випускання газу»; «пристрій особливої конструкції для перекриття трубопроводу».

## Загальний опис
Потік рідини чи газу регулюється обертанням або переміщенням ручки крана, яка з'єднана шпинделем з клапаном. При переміщенні шпиндель змушує клапан крана рухатися вгору або вниз, через що камера крана відкривається або закривається. 
Найвідоміші водопровідний кран, газовий кран і радіаторний кран для домашнього використання — для постачання води (для ванної кімнати та кухні), газу та тепла відповідно, а також крани для раковин, ванн, біде, резервуарів для води та аналогічних пристроїв, змішувальні крани; крани для трубопроводів, котлів, цистерн, баків та аналогічних ємностей.
При облаштуванні внутрішнього водопроводу будинку для забезпечення подачі води від зовнішніх мереж водопроводу до всіх внутрішніх водорозбірних приладів, технологічного обладнання та пожежних кранів, при прокладанні магістральних і розвідних мереж водопроводу всередині будівлі передбачається, як правило, відкрите (допускається і закрите; у цих випадках в місцях встановлення арматури та різьбових з'єднань встановлюють люки для огляду та виконання ремонтних робіт) прокладання труб в борознах стін, шахтах, а для забезпечення нормальної експлуатації на внутрішньому водопроводі, повинна бути встановлена запірна арматура вентильного типу. Крім того, на внутрішніх водопровідних мережах передбачено встановлення поливальних кранів із розрахунку один кран на 60-70 метрів периметра будівлі.
Кран є видом трубопровідної арматури, в якої перекривальний (регулювальний) елемент, що має форму тіла обертання або частини його з отвором для пропускання потоку робочого середовища, повертається довкола власної осі, довільно розташованій відносно напрямку потоку, що проходить через прохідний переріз. Поворотові перекривального (регулювального) елемента може передувати зворотно-поступальний рух.
Крани можуть виконувати функцію запірної чи регулювальної апаратури або розподільчого пристрою та призначені для роботи з газовими чи рідкими середовищами, у тому числі в'язкими чи забрудненими, суспензіями, пульпами, шламами. Вони використовуються на магістральних газопроводах і нафтопроводах, у системах міського газопостачання, на резервуарах, котлах та інших галузях.

## Тип запірного клапана
Типи запірного клапана в конструкції кранів можуть бути:
 — з гумовим кільцем («шкіра»), яке притискається до сидіння;
 — конус або куля з поперечним отвором, що скручується;
 — конус, який вставляється в трубку;
 — два ковзних керамічних кільця.
Кульовий кран має кулю з поперечним отвором, управління якою здійснюється за допомогою обертального руху, яке передається від поворотної ручки або важеля на клапан в крані. 
Залежно від типу крана діапазон регулювання може охоплюватися від чверті обороту до кількох оборотів. Крани, які пропускають потік з труби, мають носик, завдяки чому створюється акуратний струмінь рідини. Деякі крани оснащені носиком із гвинтовим з'єднанням, завдяки чому створюється роз'єднювальне з'єднання, наприклад, для під'єднання шлангу. Відводи, які вбудовані в трубу крана, можуть бути виконані з гвинтовими, фланцевими або паяними з'єднаннями.

## Кавітація

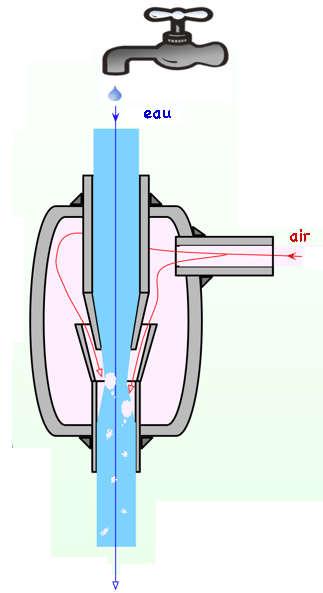
Використання труби Вентурі для створення розрідження. Область найбільшого звуження на шляху потоку називається Vena Contracta.

При неповному закриванні (відкриванні) крану виникає зона пониженого тиску (vena contracta, Труба Вентурі). Із області розрідження рідина надходить знову до області підвищеного тиску й відбувається схлопування утворених пустот у рідини — газових бульбашок, тобто кавітація, що руйнує елементи трубопровідної системи (відбувається ерозія поверхонь).

## Переваги та недоліки
Можливості використання кранів у гідросистемах визначаються наступними характеристиками.
Переваги:
- низька вартість, компактність конструкції;
- малий опір потоку у відкритому стані;
- простота ручного керування;
- просте механічне замикання у будь-якій позиції.

Недоліки:
- складність реалізації механічного чи електричного керування;
- відносно великий час перемикання.